# دی هیدروکوئینیدین
دی هیدروکوئینیدین (به انگلیسی: Dihydroquinidine) با فرمول شیمیایی C20H26N2O2 یک ترکیب شیمیایی است. که جرم مولی آن ۳۲۶٫۴ گرم بر مول می‌باشد. 